# فرج‌آباد (زرندیه)
فرج‌آباد یک منطقهٔ مسکونی در استان مرکزی ایران است که در دهستان رودشور واقع شده‌است. براساس سرشماری مرکز آمار ایران در سال ۱۳۹۵، فرج‌آباد ۹۷ نفر جمعیت دارد.